# Pietro Melandri
Pietro Melandri (Faenza, 25 luglio 1885 – Faenza, 24 ottobre 1976) è stato un ceramista, pittore e decoratore italiano.

## Biografia
Pietro Melandri è figlio di Agostino e di Colomba Grilli. S'iscrive a Faenza ai corsi serali della Scuola di arti e mestieri di Antonio Berti e allo stesso tempo lavora come apprendista presso la fabbrica di ceramiche dei fratelli Minardi, Venturino e Virginio, dove fa pratica con gli smalti e con i lustri, tipici della produzione ceramica del Centro Italia di primo Novecento, tra il 1897 e il 1905. Nello stesso periodo conosce Domenico Baccarini e aderisce al suo cenacolo. Nel 1906, dopo un periodo nel salernitano, dove ha eseguito decorazioni murali, si reca a Milano per frequentare i corsi serali di Scenografia dell'Accademia di Brera e i corsi di Arti Applicate al Castello Sforzesco. Si mantiene agli studi collaborando alla decorazione di scenografie. Il 1906 è anche l'anno del suo esordio - come pittore e disegnatore a pastello - a una mostra a Faenza, organizzata dalla "Società per il risveglio cittadino". Nel 1908 invia dipinti all'Esposizione Torricelliana. Richiamato alle armi nel 1916, milita nel corpo dei Bersaglieri, cade prigioniero e viene deportato in un campo ai confini con l'Ungheria.

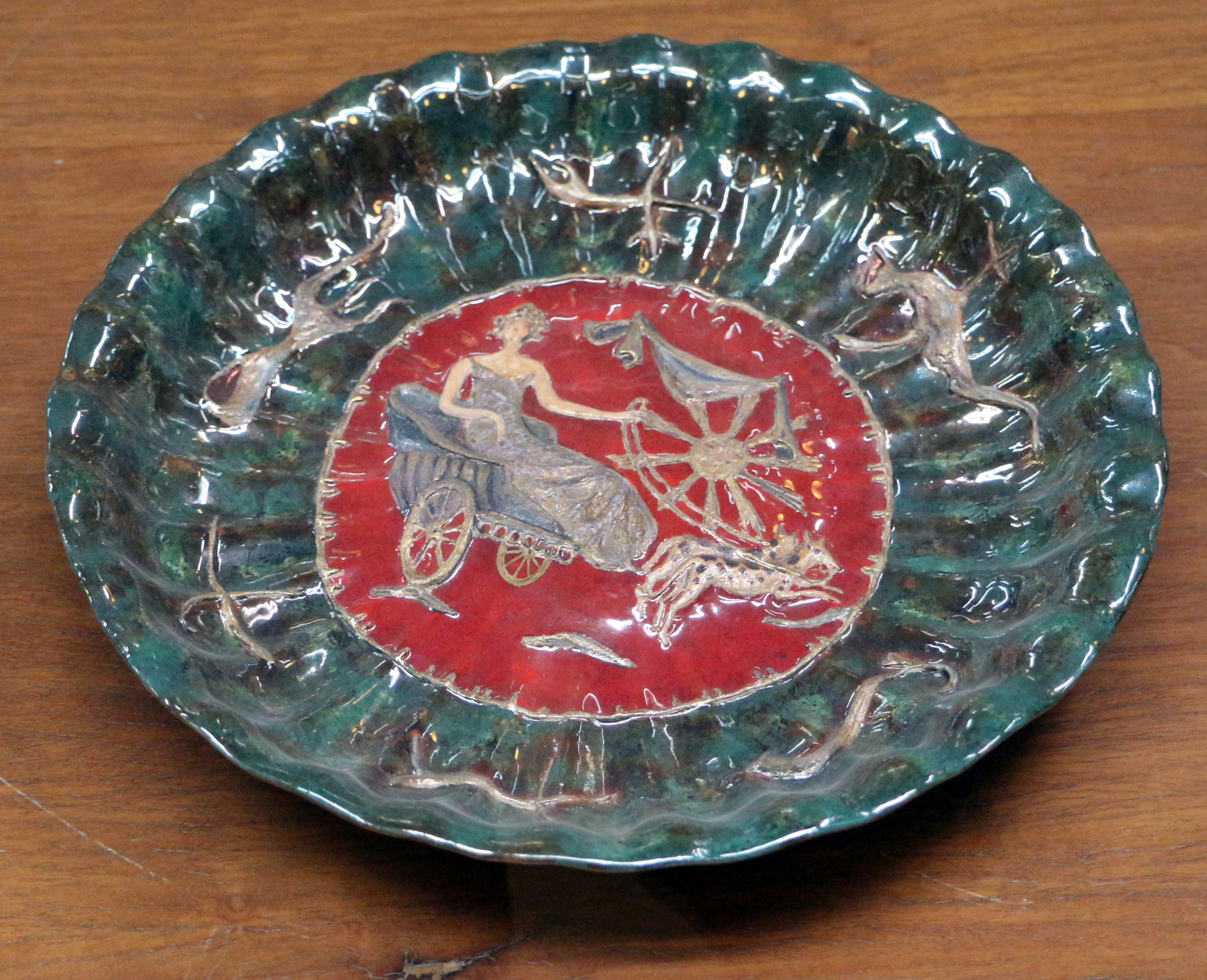
Pietro Melandri, piatto di maiolica a lustro, 1946-1971 c.

### Le sue fabbriche di ceramica
Tornato a Faenza a fine 1918, per prima cosa diventa direttore della fabbrica "Minardi" poi, nel 1919 apre con Paolo Zoli, con Francesco Nonni e con la collaborazione del chimico Ottorino Poli, la bottega di ceramiche artistiche "La Faience", che è specializzata in oggetti decorati a lustro metallico, ispirati ai decori Liberty e a quelli Secessione viennese. Il marchio di questa ditta è un cerchio quadripartito, con dentro le iniziali "M" e "Z" e quattro serpentine. 
Nel 1919 Melandri presenta ceramiche a lustro a una mostra fiorentina a Palazzo Strozzi, organizzata dalla società "Arte e cultura". Nel 1920, separatosi Paolo Zoli dalla iniziativa imprenditoriale, Pietro Melandri e Francesco Nonni rilevano la "Calzi Ceramiche" di Achille Calzi, sita in via Roma Nuova a Faenza, e si assicurano la collaborazione di Arturo Martini. In questo periodo Nonni esegue esili e sinuose danzatrici di ceramica, in puro stile Déco. Pietro, invece, realizza oggetti desunti da Baccarini, traduce in maiolica La meretrice e Il cavallino innamorato, modelli realizzati da Arturo Martini durante il suo soggiorno faentino.

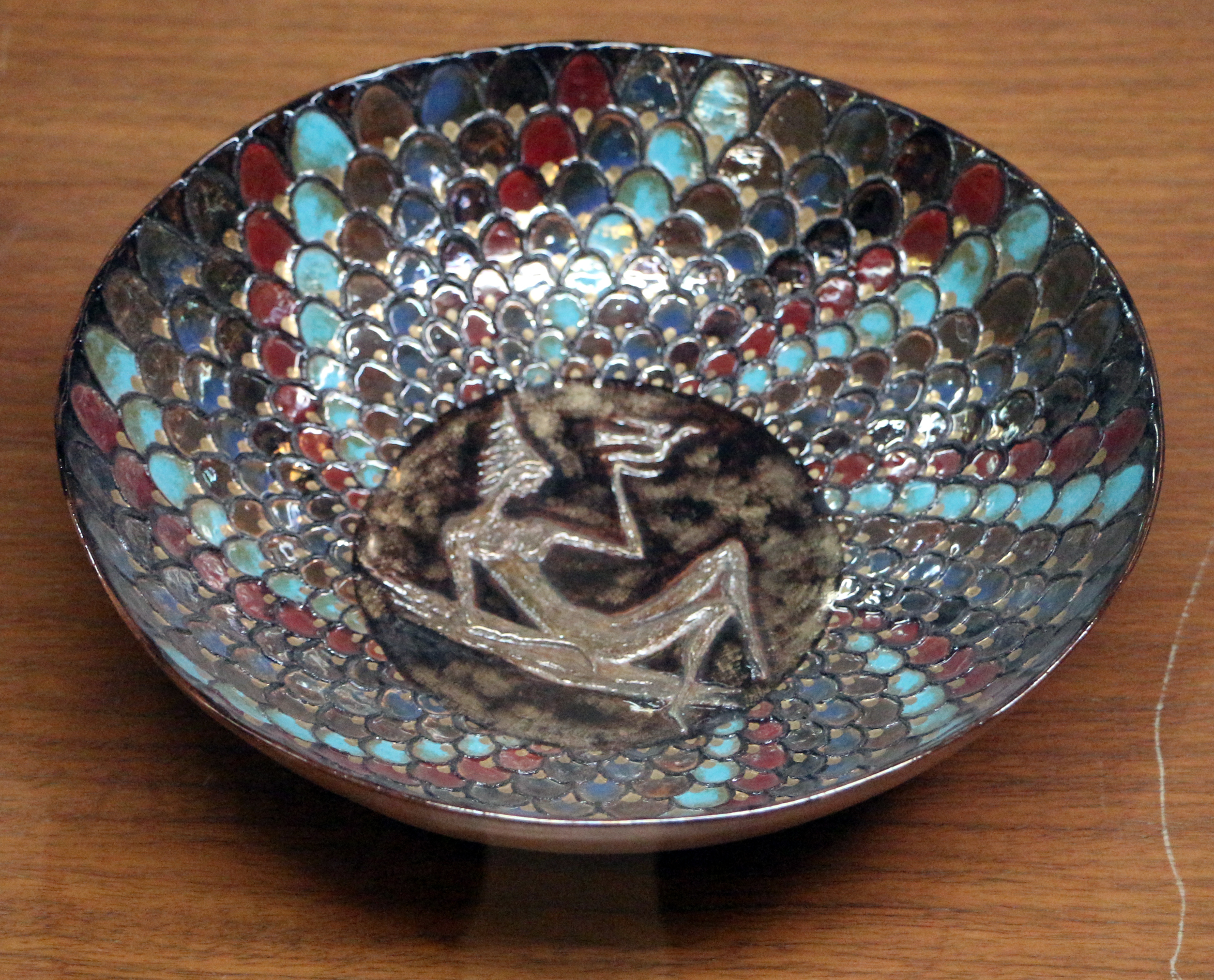
Pietro Melandri, piatto di maiolica a lustro, 1946-1971 c.

Nel 1921 Melandri partecipa con sue ceramiche alla I Biennale di Roma e contatta l'industriale ravennate Umberto Focaccia, che nel 1922 acquista dei locali, già di proprietà della "Minardi", per fondarvi una nuova fabbrica che viene chiamata "Melandri&Focaccia" e incarica Melandri della direzione artistica. La ditta ha sede in Faenza, in via Baccarini 29/a e produce i vasi cosiddetti senatoriali, ma anche i piatti di gusto tradizionale, con le classiche decorazioni rinascimentali.
Le ceramiche prodotte sono marcate con un astore racchiuso in un cerchio e con le iniziali "F M." Melandri è presente alle Biennali di Monza del 1923 e del 1925. Fra il 1924 e il 1925 esegue il tempietto pompeiano Fonte Littoria nel parco delle Terme di Castrocaro e un grande vaso in ceramica, con soggetto marino, per l'Ospedale civile di Faenza, dove nel 1929 sarà ospitato anche il grande pannello decorativo di Melandri Madonna del Roseto. 
Nel 1924 egli ottiene la medaglia d'oro alla I Biennale delle Piccole Industrie e dell’Artigianato di Firenze. Nel 1929, inoltre, restaura la Rocca delle Camminate per Benito Mussolini e crea omaggi da donare agli ospiti per Gabriele D'Annunzio.

### Altre ceramiche in mostra
Nel 1925 le ceramiche di Melandri sono all'Exposition des Arts Decoratives di Parigi e nel 1930 arrivano alla Triennale di Monza e all'Expo di Barcellona.
Nel 1931 inizia la collaborazione con Giò Ponti, per la decorazione di interni di transatlantici e di ville in Lombardia. Vasi di ceramica di Melandri sono acquisiti da Gabriele D'Annunzio, per la Stanza del Mascheraio, al Vittoriale degli Italiani.
Nel 1931 Focaccia vende il fabbricato dove ha sede la fabbrica e Melandri che, ormai unico proprietario della ditta, paga l'affitto al nuovo proprietario e da questo momento esegue unicamente ceramiche innovative e sperimentali, abbandonando la produzione più commerciale. Il suo marchio diventa un astore, inscritto in un cerchio e con la sola iniziale "M", oppure con la scritta "P. Melandri Faenza". Nel 1932 la ditta è costretta a chiudere e Melandri prosegue la propria attività aprendo una casa-atelier in via Salvolini a Faenza.
Nel 1933 Melandri invia sue ceramiche alla V Triennale di Milano ed è premiato alla Triennale d'Arte di Milano del 1936. In questi anni Melandri avvia una proficua collaborazione con gli architetti Giò Ponti e Melchiorre Bega. Le commissioni si susseguirono numerose. Intanto Melandri matura anche come scultore. Esempio ne è senz'altro la composizione Venere moderna (1933) realizzata per la Pasticceria Motta di Milano, o l'enorme pannello per la Triennale di Milano del 1936, dal titolo Perseo e la Medusa. Grazie a questo stesso lavoro, nel 1937 all'Esposizione Universale di Parigi, Melandri è giudicato come il più innovativo tra i ceramisti italiani presenti in mostra e vince il Gran Premio Ufficiale per la Scultura alla Mostra di arti decorative. Riceve anche la medaglia d'oro al Premio Gaetano Ballardini di Faenza. Nel 1938, con il Vaso della rosa d'oro e poi nel 1939 con il pannello Angelo annunciante, vince il primo premio al Concorso Nazionale della Ceramica di Faenza. Nello stesso anno crea la decorazione architettonica il Mito di Orfeo ed Euridice per il Teatro Eliseo di Roma. Tra il 1939 e il 1940 crea la decorazione per la Pasticceria Flamigni di Forlì. Tra il 1942 e il 1943 realizza la decorazione per la Cassa di Risparmio di Imola e nel 1942 il Battesimo di Cristo per la chiesa di San Domenico di Faenza.
Nel 1944, durante un bombardamento, la fabbrica di Melandri subisce tali danni che la produzione viene interrotta.

### Ultimi anni
Nel 1946 la casa-laboratorio di Melandri riapre e la collaborazione con gli architetti porta a nuovi interventi. Sono di questo periodo la decorazione del cinema Apollo e della pasticceria Zanarini (entrambi del 1948) di Bologna, la cappella della Santa Umiltà nella Cattedrale di Faenza (1949). Nel 1949 Melandri riprende i contatti con Giò Ponti, per realizzare pannelli decorativi in ceramica, per i transatlantici "Conte di Biancamano", Giulio Cesare e "Conte Grande", lavoro che durò dal 1949 al 1952. Ha collaborato nel tempo con molti artisti, tra cui Francesco Di Cocco, Ercole Drei, Carlo Corvi, Giovanni Guerrini, Bruno Innocenti, Enrico Mazzolani, Giuseppe Mazzullo e Giuseppe Tampieri. È in grado quindi di realizzare ora una produzione artistica dalle forme e dai decori fortemente moderni e lontana dagli schemi tradizionali. Due grandi pannelli realizza nel 1956 per l’albergo Bauer di Veneziaː un San Giorgio e il drago e un Leone di San Marco; nello stesso anno realizza il Monumento ai caduti per la Libertà del Cimitero faentino. Melandri esegue opere per il cardinale Gaetano Cicognani e per papa Giovanni XXIII. Si occupa poi delle decorazioni per la Cassa di Risparmio di Reggio Calabria e per la Banca Popolare di Faenza; quest'ultimo intervento è eseguito con la collaborazione di Nonni. Di poco successivi sono i pannelli per l'Albergo Roma di Bologna. Quest'opera oggi conservata al Museo Internazionale delle Ceramiche di Faenza è da collocarsi entro il 1959. 
Espone nella Galleria del Naviglio di Milano nel 1951 e allestisce una personale alla X Triennale di Milano nel 1954.
Nel 1966 la Biennale d'Arte Ceramica di Gubbio gli dedica una mostra antologica.
Dal 1969 Melandri abbandona per l'età la direzione della sua ditta, ma non smette di lavorare. Faenza gli dedica una mostra nel 1976, a un anno dalla sua morte. La fornace di Melandri ha prodotto ceramiche, utilizzando i suoi calchi, fino al 1986.